# Гльот
Гльот(коми Глӧт; или Васа ыджыд глӧт букв. Водный большой гльот;) — мифологическая тварь у удорских коми, имела топонимическую подоплёку (в месте её смерти было основано село Глотово). Проживала в глубоком омуте реки, и досаждала местным жителям тем, что целиком глотала людей и скот который приводили на водопой.

## Описание
Гльот жила на дне реки, тех кто то приближался к ней — она пожирала целиком, будь то животные или неосторожные люди. Наконец, её решил извести один тьодысь. Он дал своему сыну-знахарю нож, и предостерегя его что бы он не задохнулся, отправил его к реке на съедение. План сработал и Гльот проглотила юношу живьём. Знахарь, оказавшись в чреве твари, вспорол её живот и выбрался наружу. Воротившись к селянам и отцу, он пожаловался что едва не умер от жары в утробе, а также рассказал что убил Гльот, а её труп отнесло на несколько вёрст вниз по течению и там выбросило на берег. Из её рёбер сельчане сделали входные ворота в село и назвали его Глӧт-луг (Глотово) в честь поверженной твари.

### Другие мифы
Есть история о том как Медведь (Ворса) и бобриха (Васа ыджыд глӧт) живьём проглотили двенадцать детей охотника Вэде, а спустя несколько лет, его подросший тринадцатый сын-богатырь освободил их, разрубив чудовищ. После чего богатырь женился на оленихе, которая была дочерью одной из тварей.